# Russische Baureihe Ц
Die Fahrzeuge der Baureihe Ц [t͡sɛ] (deutsch: Baureihe Z) waren russische Güterzug-Dampflokomotiven mit der Achsfolge 1’D. Die Lokomotive wurde von dem Ingenieur Wacław Łopuszyński für die Wladikawkas-Eisenbahn-Gesellschaft entwickelt und als Zweizylinder-Verbunddampflokomotive ausgeführt. Nach Łopuszyńskis Entwurf wurden 1896 von Hanomag und Henschel insgesamt 70 Exemplare an die Wladikawkas-Eisenbahn geliefert, die zunächst als M601 bis M670 eingeordnet und ab 1912 als Baureihe Ц bezeichnet wurden.
Ab 1899 lieferte auch die russische Lokomotivfabrik in Brjansk Exemplare der Baureihe. Für die unter gleicher Leitung wie die Wladikawkas-Eisenbahn stehende Chinesische Osteisenbahn lieferten die französische Firma Fives-Lille und die russische Lokomotivfabrik in Charkow weitere Exemplare, die aufgrund der Feuerung mit Braunkohle einen größeren Schlepptender erhielten. Insgesamt entstanden etwa 130 Exemplare dieser Baureihe. Ein bei Fives-Lille produziertes Exemplar der Baureihe stand als Exponat auf der Weltausstellung Paris 1900.
Die Baureihe Ц galt als eine im Vergleich mit der Russischen Baureihe О leistungsstärkere und zugleich wirtschaftliche Lokomotive. Nachdem sie bei ihren ursprünglichen Einsatzbahnen mit Erfolg eingesetzt wurden, verkehrten weitere Lokomotiven der Baureihe auch auf anderen Eisenbahnen Sibiriens und des Kaukasus. Die letzten Exemplare waren um 1955 noch bei der Fernost-Eisenbahn der SŽD im Einsatz.